# Unión Deportiva Socuéllamos Club de Fútbol
La Unión Deportiva Socuéllamos Club de Fútbol és un equip de futbol de la ciutat de Socuéllamos (Ciudad Real) Espanya. Va ser fundat el 1924.

## Història
Cap a l'any 1917 apareixen a la ciutat dos clubs anomenats Sporting Foot-ball Club (camisa blava i blanca a franges i pantaló blau) i Club Deportivo Socuéllamos (samarreta i pantaló blancs). Ambdós clubs desaparegueren i el juny de 1924 nasqué la Unión Deportiva Socuéllamos (camisa blava i pantaló negre).
Després de la guerra, el 1940 es crearen el CD Socuéllamos Frente de Juventudes (camisa blanca i blava i pantaló blanc) i Educación y Descanso Socuéllamos. Aquest mateix any s'inaugurà el camp Paquito Giménez. El 1943 es constituí el Club Deportivo Socuéllamos (camisa blanca i blava i pantaló blanc). El 1950 es creà el Socuéllamos Club de Fútbol (camisa i pantaló blau). L'actual Unión Deportiva Socuéllamos Club de Fútbol va néixer el 1960.

## Temporada a temporada
| Temporada | Nivell | Divisió  | Lloc | Copa del Rei |
| --------- | ------ | -------- | ---- | ------------ |
| 1961/62   | 4      | Regional | —    |              |
| 1962/63   | 4      | Regional | —    |              |
| 1963/64   | 3      | 3a       | 6è   |              |
| 1964/65   | 3      | 3a       | 6è   |              |
| 1965/66   | 3      | 3a       | 12n. |              |
| 1966/67   | 3      | 3a       | 5è   |              |
| 1967/68   | 3      | 3a       | 12n. |              |
| 1968–90   | 5      | Regional | —    |              |
| 1990/91   | 4      | 3a       | 4è   |              |
| 1991/92   | 4      | 3a       | 12n. |              |
| 1992/93   | 4      | 3a       | 8è   |              |
| 1993/94   | 4      | 3a       | 20è  |              |
| 1994/95   | 5      | Regional | —    |              |
| 1995/96   | 5      | Regional | —    |              |
| 1996/97   | 4      | 3a       | 9è   |              |
| 1997/98   | 4      | 3a       | 17è  |              |

| Temporada | Nivell | Divisió       | Posat | Copa del Rei |
| --------- | ------ | ------------- | ----- | ------------ |
| 1998/99   | 4      | 3a            | 11è   |              |
| 1999/00   | 4      | 3a            | 6è    |              |
| 2000/01   | 4      | 3a            | 19è   |              |
| 2001/02   | 5      | 1a Aut. Pref. | 1r.   |              |
| 2002/03   | 4      | 3a            | 12n.  |              |
| 2003/04   | 4      | 3a            | 10è   |              |
| 2004/05   | 4      | 3a            | 17è   |              |
| 2005/06   | 4      | 3a            | 8è    |              |
| 2006/07   | 4      | 3a            | 17è   |              |
| 2007/08   | 4      | 3a            | 16è   |              |
| 2008/09   | 4      | 3a            | 5è    |              |
| 2009/10   | 4      | 3a            | 16è   |              |
| 2010/11   | 4      | 3a            | 11è   |              |
| 2011/12   | 4      | 3a            | 16è   |              |
| 2012/13   | 5      | 1a Aut. Pref. | 1r.   |              |
| 2013/14   | 4      | 3a            | 2n.   |              |
| 2014/15   | 3      | 2a.B          | 8è    |              |
| 2015/16   | 3      | 2a.B          | 3r.   |              |

- Temporades en Segona Divisió B: 3 (inclosa la temporada 2016/17)
- Temporades en Tercera Divisió: 30